# Psychiatrická nemocnice Bohnice
Psychiatrická nemocnice Bohnice (do 30. června 2013 Psychiatrická léčebna Bohnice) se nachází v Praze-Bohnicích (městská část a městský obvod Praha 8) a nabízí léčbu psychiatrických onemocnění dospělých, dětí, seniorů, a léčbu závislostí.
Velkoryse pojatý areál vyrostl v letech 1903 až 1916 na „zelené louce.“ Jeho dominantou je kostel sv. Václava a hlavní administrativní budova připomínající barokní zámeček. Celý areál má rozlohu 64 hektarů a architektonicky hodnotné pavilony jsou zasazeny do vzrostlého parku, který je otevřený pacientům i veřejnosti a nabízí klidné prostředí k procházkám a regeneraci sil. Součástí areálu je také Divadlo Za plotem, kde se konají různé kulturní a vzdělávací akce, přilehlý Klubu V. kolona a socioterapeutická farma v prostorách původního statku, která nabízí pracovní terapii a hipoterapii.
V lidové řeči je slovo „Bohnice“ užíváno jako symbolické obecné označení blázince nebo psychiatrického ústavu.

## Historie

### Založení a první světová válka (1903 – 1918)
Ústav byl založen počátkem 20. století, kdy vzhledem k novým ekonomickým a společenským poměrům (prudký rozvoj industrializace a zhoršování životních a sociálních podmínek obyvatel) rostla potřeba psychiatrických lůžek, zejména v Praze. Zemský výbor Království českého, který v té době spravoval zemské ústavy pro choromyslné, rozhodl usnesením ze dne 12. listopadu 1903 o stavbě nového ústavu pro choromyslné v Bohnicích u Prahy. Za tímto účelem zde zakoupil velkostatek s polnostmi a přilehlým Čimickým hájem. Organizačně vznikající ústav fungoval jako pobočka (kolonie pracujících nemocných) pražského ústavu (dnešní Psychiatrická klinika na Karlově) a lékařským řízením kolonie byl pověřen MUDr. Antonín Růžička. V roce 1904 přišly z pražského ústavu první pacienti, kteří vykonávali  pomocné práce. V roce 1909 zde pracovalo tři sta nemocných a usnesením ze dne 28. dubna 1909 vznikl samostatný ústav s titulem Královský český zemský ústav pro choromyslné v Bohnicích.
Prvním ředitelem léčebny byl MUDr. Jan Hraše, po něm ústav převzal MUDr. Bohuslav Hellich (1913 – 1918). Šedesát čtyři hektarů z celkové plochy pozemků 303 ha bylo určeno pro vlastní ústav a v letech 1906 až 1912 zde bylo postaveno celkem 28 léčebných pavilonů. Vzniklo také mnoho provozních objektů: čerpací stanice pro zpracování užitkové vody z Vltavy, vodojemy, elektrárna, kotelna, kuchyně, prádelna, dílny, sklady, prosektura, administrativní budova, areál zemědělského statku, obytné budovy a další. Nově vzniklý ústav byl tehdy společně s vídeňským ústavem nejmodernějším a největším obdobným zařízením v Rakousku-Uhersku, byl projektován na 1 774 lůžek. Oba ústavy měly dokonce stejného architekta Václava Roštlapila (mj. tvůrce monumentální Strakovy akademie v Praze-Klárově a Akademie výtvarných umění v Praze-Letné). Roštlapil je autorem architektonických návrhů administrativní budovy, kostela a vil v jižní části ústavu.
Díky velkorysému počtu pavilonů se v zařízení uplatňovala tehdy výjimečná diferenciaci nemocných. Existoval pavilon pro klidné, méně klidné a neklidné pacienty, pavilon pro nemocné upoutané na lůžko, pro postižené tuberkulózou nebo infekční chorobou apod. Samostatný pavilon sloužil ke zkoumání duševního stavu pachatelů nejzávažnějších trestných činů před zahájením trestního řízení.

První nemocný z terénu, který nebyl přeložen z jiného ústavu, byl přijat v roce 1910. Následující rok byla pro ústav stanovena spádová oblast, kterou tvořily dvě městské části v Praze a 35 správních obvodů c. k. okresních hejtmanství: okresy východních a středních Čech a část jižních a severozápadních Čech. V roce 1913 se 14 lékařů staralo o 1 893 nemocných. Počet pacientů stoupl v roce 1916 až na 2 186 a v roce 1919 dosáhl minima 810 nemocných. Během první světové války se některé pavilony využívaly jako vojenský lazaret, např. pro 182 duševně nemocných evakuovaných z ústavu v italském Tridentu.

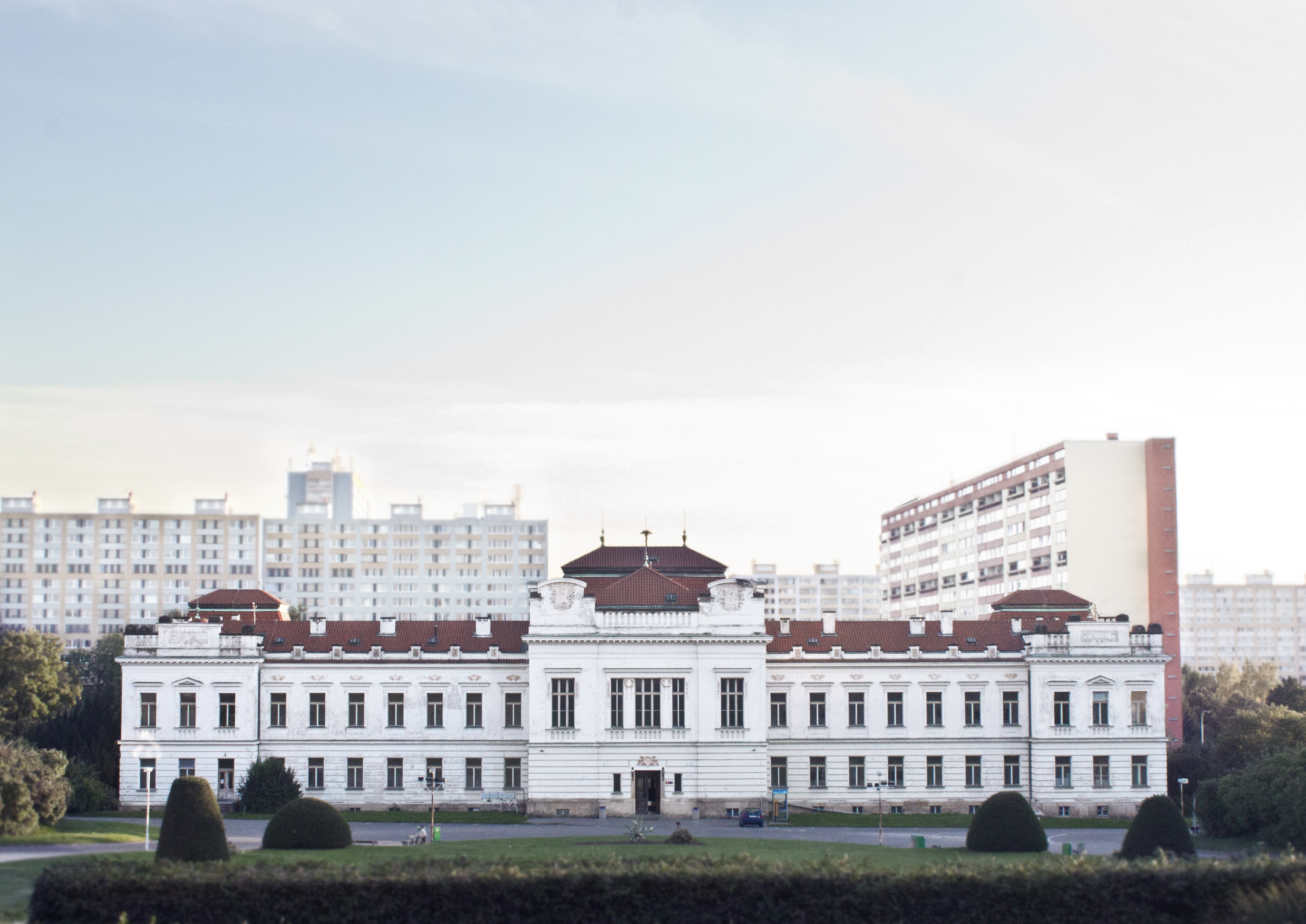
Administrativní budova u hlavního vchodu v pohledu z areálu (2012)

Pracovní podmínky byly velmi náročné. Mladí pracovníci trávili kromě jedné odpolední vycházky celý týden v areálu ústavu, i když byli mimo službu. Na těžších odděleních často přespávali přímo v ložnici nemocných, aby noční služba měla po ruce posilu v případě náhlého neklidu. V roce 1914 vznikl pro odlehčení ústavní hudební sbor, kde hrávali i někteří pacienti a který přetrval až do padesátých let 20. století. Později byl zřízen početný sbor tamburašů.

### Mezi dvěma válkami (1919 – 1938)

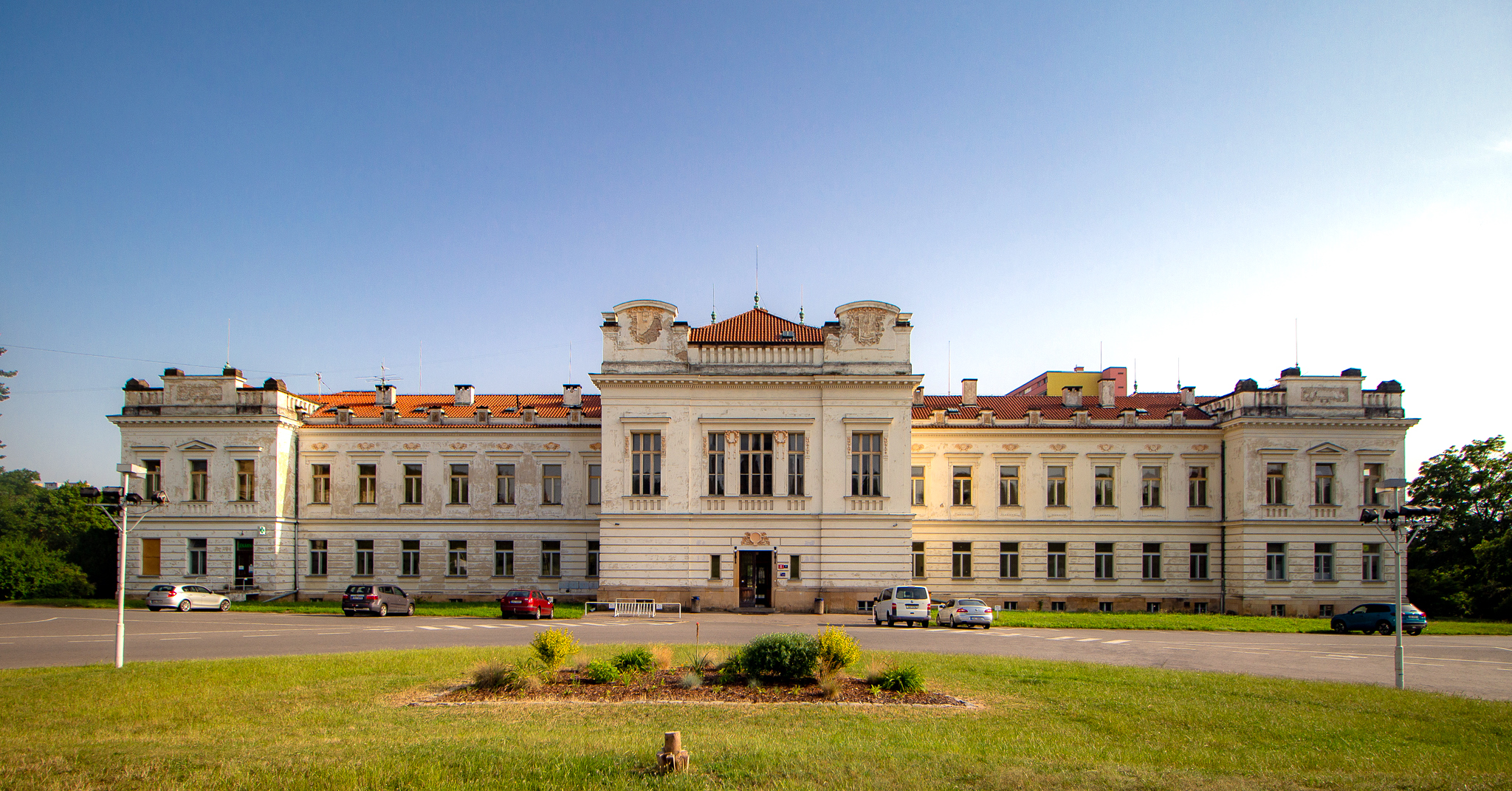
Administrativní budova v roce 2023

Zemské správní uspořádání zůstalo zachováno i po vzniku samostatného Československa a ústav v Bohnicích byl nadále zemským zařízením. Samostatná obec Bohnice se dnem 1. ledna 1922 stala součástí velké Prahy, konkrétně Prahy 8 – Libně. Díky hospodářské konjuktuře se do roku 1924 v jihozápadní části areálu postavilo dalších 8 pavilonů s 212 lůžky. Celková  lůžková kapacita ústavu tím dosáhla 1 986 lůžek. Ústav měl 930 zaměstnanců, což představovalo ideální poměr tří nemocných na jednoho opatrovníka. V době, kdy dohled nad nemocným převažoval nad možnostmi léčebné péče, umožňovaly tyto počty zajištit bezpečnost nemocných i personálu.
V roce 1926 přešel zemědělský statek pod přímou správu zemského správního výboru. Provoz statku nicméně i nadále zajišťovali pacienti ústavu. Psychicky způsobolí a práce schopní jedinci byli po celou dobu od založení ústavu, během první republiky i za německé okupace zapojeni do všech pomocných provozů ústavu. Pracovali v zahradnictví a zelinářství, v zemědělském hospodářství, při údržbě parku a komunikací, v kuchyni, prádelně, dílnách i při úklidu na odděleních. Začlenění nemocných do pracovního procesu při trvalé nebo dlouhodobé hospitalizaci jim poskytovalo v chráněném prostředí ústavu potřebný klid a bylo terapeuticky velmi účinné ale také nezbytné pro udržení chodu ústavu.
Od dob svého vzniku uplatňoval ústav, umístěný daleko od města, bytovou politiku, která přispívala ke konsolidaci počtu zaměstnanců. Završil ji v letech 1920–1924 výstavbou deseti domů, tzv. Ubikací, které navazovaly na východní frontu areálu. Po jejich dokončení měl ústav 44 obytných domů (22 přímo v areálu) se 320 byty pro zaměstnance.

Během hospodářské krize narůstal počet duševně nemocných. V roce 1937 dosáhl bohnický ústav průměrného denního počtu 2 534 pacientů a následující rok dokonce nejvyššího počtu v historii, 2 567 nemocných.

### Nacistická okupace (1939 – 1945)
Během nacistické okupace péče o nemocné ustrnula na úrovni jejich ošetřování a po hospodářské stránce žil ústav z podstaty. Při americkém náletu na Dobřany v dubnu 1943 zahynulo v tamní léčebně 360 pacientů a poté odsud bylo asi 300 nemocných převezeno do Bohnic. V srpnu téhož roku Bohnice přijaly také pacienty ze zrušeného ústavu německobrodského. Současně sem byl převeden ošetřovatelský a částečně i technický personálze zrušeného ústavu. Tři pavilony byly vyčleněny pro tuberkulózní oddělení nemocnice na Bulovce, do dalších dvou byl přemístěn ústav pro hluchoněmé z Radlic. Situace ohledně přídělu léků a některých potravin se stále zhoršovala. Vzhledem k tomu, že ústav měl vlastní zelinářství, pekárnu a z minulosti dostatek prádla a oděvů s možností jejich oprav v ústavních dílnách, nebyl standardní chod zařízení ohrožen.
Ústav sloužil jako útočiště pro osoby podezřelé z protinacistické činnosti. V září 1942 došlo k odhalení ilegální skupiny zaměstnanců, kteří pomáhali rodinám uvězněných odbojářů a šířili zakázané tiskoviny. Čtrnáct členů skupiny zahynulo v koncentračním táboře v Osvětimi a jeden byl popraven v Terezíně.

### Poválečné období (1945 – 1950)
Na počátku osvobozené republiky odešla generace zakladatelů a budovatelů ústavu a bylo proto třeba radikálně obměnit kolektiv pracovníků. Mnoho nově příchozích ošetřovatelů  přicházelo pouze se základním vzděláním, nebo řemeslnou odborností. Ústav si proto první poválečnou generaci ošetřovatelů vychoval sám v odborných kurzech. Po doplňovacím výcviku a úspěšném složení mimořádných diplomových zkoušek obdrželo 311 ošetřovatelů a ošetřovatelek z celkového počtu 546 mimořádný ošetřovatelský diplom.
Od 1. července 1947 byl ústav přejmenován na Zemský ústav pro duševně a nervově choré v Praze VIII – Bohnicích. Po politických změnách v únoru 1948 došlo ke správní změně zemského na krajské zřízení a ústav přešel pod správu hlavního města Prahy a dostal název Státní nemocnice psychiatrická v Praze 8 – Bohnicích.
V letech 1949–1952 byla v nemocnici založena pobočka vyšší školy sociálně zdravotní a mnoho jejích absolventů našlo uplatnění v bohnickém ústavu. V roce 1949 byla nemocnice jedním z největších zařízení svého druhu v Československu. Kromě 36 léčebných pavilonů a 44 obytných budov měla 46 budov pro pomocné zdravotnické, provozní a technické účely, zahradnictví a zelinářství a vlastní hřbitov. Obhospodařovala celkem 80 ha pozemků a kromě toho provozovala 27 dílen a provozoven, díky nimž byla v určitém smyslu soběstačná.

### Omezení provozu (1951 – 1956)
Předsednictvo vlády ČSR rozhodlo 19. prosince 1950 o zručení nemocnice, areál měl sloužit jako kasárna protivzdušné obrany. Pacienti měli být přeloženi do léčeben, kam patřili podle tzv. domovského práva. Pro nemocné příslušící do Prahy byly vytipovány náhradní objekty v bývalém internačním táboře v Terezíně nebo areál bývalého kláštera v Rajhradě u Brna.
Od roku 1951 nemocnice nepřijímala nové pacienty a spádovou oblastí pro Prahu byla určena psychiatrická nemocnice v Kosmonosech. Náhradní objekty ale nebylo možné bez potřebných úprav využívat, proto se kosmonoská nemocnice brzy přeplnila. Vzhledem k této situaci a soustavnému tlaku orgánů hlavního města Prahy a Ministerstva zdravotnictví došlo k revokaci původního usnesení. V Bohnicích bylo ponecháno 1 000 lůžek v sedmnácti pavilonech, 1 400 pacientů bylo přeloženo do zbývajících českých, ojediněle i moravských léčeben. Odešel také odpovídající počet zdravotnických, případně technických zaměstnanců, ale jejich rodiny zůstaly nadále bydlet v Bohnicích. Spádovou oblastí nemocnice bylo stanoveno pouze hlavní město Praha s výjimkou pacientů z Prahy 2, kteří spadali na psychiatrickou kliniku na Karlově.
Ve zrušené části nemocnice zůstala kromě devatenácti pavilonů nejdůležitější hospodářská zařízení: hlavní kotelna, strojovna, vodárna, kuchyně, prádelna a všechny řemeslnické dílny.  Vojenská správa nedodržela původní přísliby společného užívání provozních a technických zařízení a vyvíjela trvalý tlak, aby si nemocnice zřídila vlastní klíčové provozy. Původně zaměstnanecká kuchyně v zadním traktu divadla byla upravena na kuchyni centrální, byly zrekonstruovány dvě nízkotlaké kotelny a postaveny garáže a transformační stanice. Budova divadla byla využita pro vedení a správu nemocnice. Kromě  léčebných pavilonů měla nemocnice 4 provozní budovy, 273 bytů pro zaměstnance ve 33 obytných budovách a 6 budov pro jiné účely. Počet zaměstnanců z roku 1950 se snížil z 773 na 352, z toho 250 zdravotnických a 102 správních a provozních profesí. V roce 1952 přibylo oddělení pro děti a v roce 1955 byla zřízena psychiatrická katedra Ústavu pro doškolování lékařů, která prováděla odbornou výchovu lékařů.
Obsazení zbylých pavilonů se oproti počtům uvažovaných při jejich stavbě zdvojnásobilo. Pacienti spali na nouzových lůžkách na chodbách a na matracích, rozkládaných na noc mezi lůžka ostatních pacientů. V polovině roku 1956 došlo mezi ministerstvy národní obrany a zdravotnictví k dohodě o navrácení části nemocnice, přechodně používané vojenskou správou, rezortu zdravotnictví.

### Období 1956 – 1989
Ve vrácené části bylo v letech 1957–1960 upraveno a zrekonstruováno 9 pavilonů a řemeslnické dílny se postupně v roce 1957 vrátily do svých objektů. Provoz centrální kuchyně byl obnoven 1. února 1958. Předávání objektů bylo oficiálně ukončeno 1. listopadu 1964, nicméně pavilon č. 36 si vojenská správa ponechala až do roku 1991.
S postupnými úpravami pavilonů rostl počet lůžek i zaměstnanců. Koncem roku 1957 měla nemocnice plán 1 330 lůžek a 500 zaměstnanců a v roce 1972 byl plán lůžek 1 720, nemocnice byla organizačně členěna na 11 primariátů a specializované služby a zaměstnávala 600 pracovníků. Přesto se nemocnoce od šedesátých let potýkala s problémy v obložnosti i počtu zaměstnanců. Při opravách pavilonů, které bylo třeba vyklidit, nebyly často zajištěny náhradní prostory pro nemocné, proto některé další pavilony překračovaly plán obložnosti až o 43% a překročení o 5–25% nebylo výjimkou. Přesto byl přijímací rajón nemocnice rozšířen o okresy Praha západ a Praha východ. Přetrvávajícím problémem byl také trvale poddimenzovaný stav lékařů, psychologů a středních zdravotnických pracovníků.
V roce 1960 vznikl Ústav národního zdraví Národního výboru hlavního města Prahy a nemocnice v Bohnicích se stala jeho součástí jako samostatné odborné zařízení. Ministerstvo zdravotnictví zřídilo k 1. lednu 1961 Výzkumný ústav psychiatrický, který umístilo ve dvou pavilonech v areálu nemocnice.
V roce 1972 přestala být nemocnice odkázána na vlastní zásobování vodou, když byla v souvislosti s výstavbou nedalekého sídliště napojena na veřejný vodovod. Roku 1989 byla napojena také na teplovod sídliště a přestala tak být závislá na rozvod tepla z vlastních kotelen.

### Období od roku 1990
Jako samostatný právní subjekt ve formě rozpočtové organizace státu byla Psychiatrická léčebna Bohnice ustanovena roku 1990 Ministerstvem zdravotnictví. Pod přímou správu nemocnice bylo v roce 1991 vráceno také zemědělském hospodářství a vznikla zde socioterapeutická farma. V rámci systémové změny financování zdravotnictví přešlo od 1. ledna 1992 provozní financování nemocnice na zdravotní pojišťovny a nemocnice se změnila z rozpočtové na příspěvkovou organizaci. Zřizovatelem nemocnice zůstalo Ministerstvo zdravotnictví, které jí poskytuje dotace na stavby, stroje a zařízení investičního charakteru. K 1. červenci 2013 byla přejmenována na Psychiatrickou nemocnici Bohnice. Poskytuje psychiatrickou léčbu a související ošetření nebo vyšetření.

## Organizace a činnost

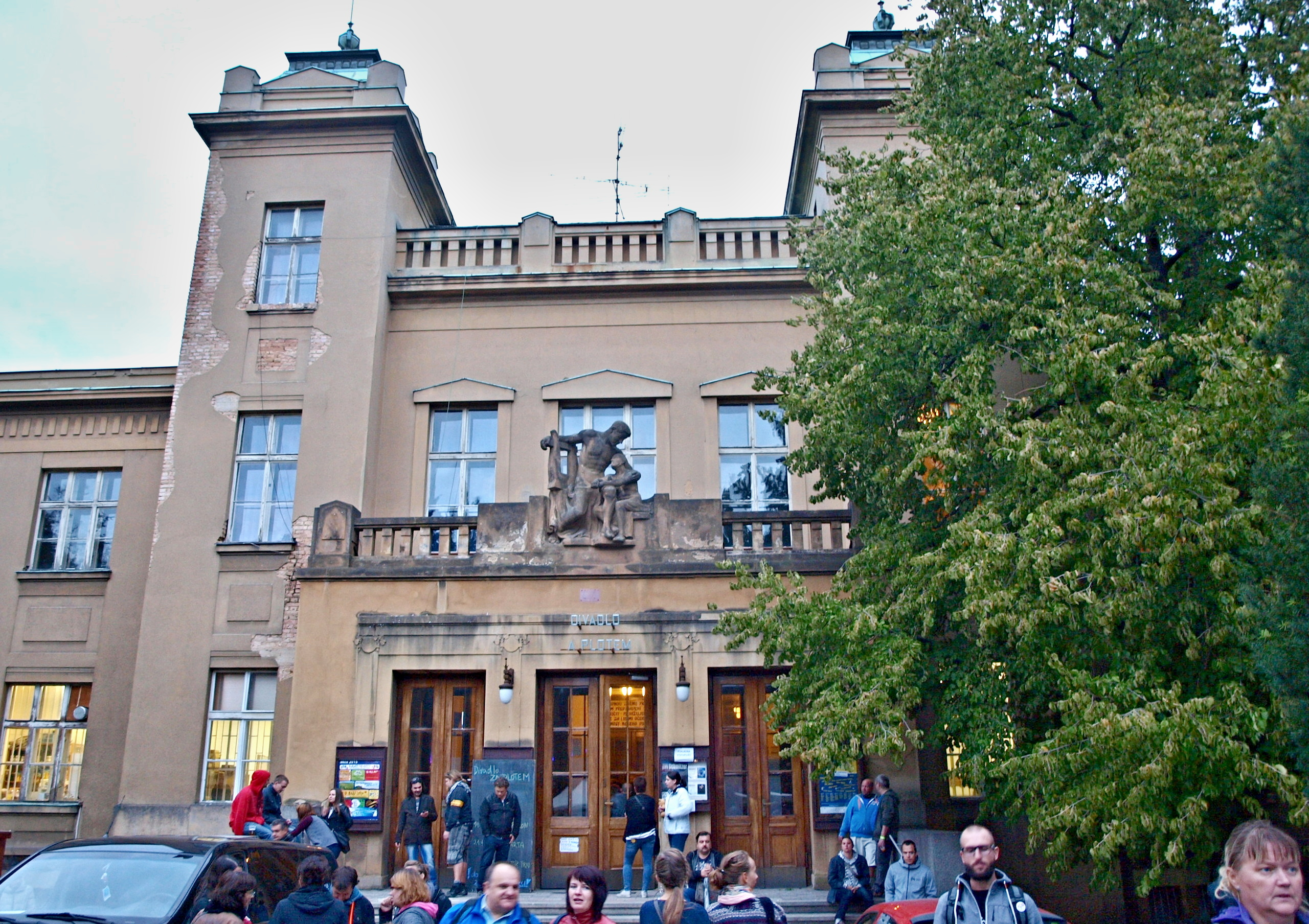
Divadlo Za plotem

Nemocnice má mnoho oddělení, mimo jiné tzv. centrum krizové intervence (včetně linky důvěry s poradenskou službou), několik oddělení pro léčbu klasických duševních chorob, oddělení gerontopsychiatrie, odd. léčby závislostí (alkohol, drogy, gamblerství) a také terapeutické dílny (keramika, pletení košíků, výroba svíček, knihvazačství, dřevařská dílna aj.). Pro hospitalizované pacienty je také možnost účastnit se muzikoterapie, hipoterapie atd. 
Areál nemocnice se otevřel veřejnosti, což napomohlo celkové změně pohledu na psychiatrickou péči a zbavilo ji nádechu tabuizovaného prostředí. V areálu se nachází divadlo Za plotem, otevřené po rekonstrukci v roce 1991, sloužící pacientům i veřejnosti. Pravidelně se v nemocnici konají nejen hudební festival Babí léto a divadelní festival Mezi ploty, ale i koncerty v klubu V. kolona.
Rehabilitační a resocializační projekty ústavu jsou částečně financovány z prostředků EU. Na hospitalizaci některých pacientů může navazovat v rámci resocializačního programu i možnost chráněného či komunitního bydlení.
V areálu nemocnice sídlí a působí i další instituce, například Psychiatrické centrum Praha (bývalý Výzkumný ústav psychiatrický) a Linka bezpečí pro děti.
Léčebna měla vlastní hřbitov  se 4 100 hrobovými místy, založený roku 1909 přibližně 700 metrů západním směrem od hospodářského dvora. Hřbitov byl k 1. lednu 1963 předán do správy Pohřební službě, podniku hl. města Prahy. Hřbitov je zpustlý, veřejně nepřístupný a není součástí kulturní památky – areálu nemocnice.

## Oddělení
- Akutní péče I (Centrální příjem pacientů v samostatné budově, Příjmové oddělení a Oddělení pro léčbu afektivních poruch, pavilon 27)
- Akutní péče II (pro ženy i muže v pavilonu 23 a pro ženy i muže v pavilonu 26)
- Akutní péče III (příjmové oddělení v pavilonu 1, denní stacionář v pavilonu 3)
- Závislosti ženy (příjmové oddělení v pavilonu 8, následná režimová péče v pavilonu 7)
- Závislosti muži (příjmové oddělení v pavilonu 31, režimová péče v pavilonu 18, režimové oddělení v pavilonu 35)
- Ochranné léčby (režimové sexuologické oddělení v pavilonu 5, příjmové oddělení psychiatrické, protialkoholní, protitoxikomanické v pavilonu 17)
- Následná péče I (pro muže v pavilonu 20, koedukované v pavilonu 21, pro nemocné v pavilonu 30)
- Následná péče II (kombinace s mentálním postižením v pavilonu 14, dlouhodobá resocializace v pavilonu 15, pro muže s mentálním postižením v pavilonu 33)
- Následná péče III (tři resocializační oddělení: pro muže v pavilonu 11, pro ženy v pavilonu 12, pro muže v pavilonu 13)
- Gerontopsychiatrie akutní péče (pavilony 29 a 32)
- Gerontopsychiatrie následná péče (pro ženy v pavilonu 9, v pavilonu 10 přízemí pro muže a patro koedukované, v pavilonu 24 přízemí pro ženy a patro koedukované)
- Oddělení zdravotně sociální péče (v pavilonu 34)
- Dětské oddělení (v pavilonu 28)
- Interní oddělení (interní oddělení v pavilonu 22, léčebna dlouhodobě nemocných v pavilonu 25)
- Komunitní péče (centrum krizové intervence, komunitní terénní centrum v zadním traktu divadla, centrum terapeutických aktivit, centrum psychosociálních služeb v pavilonu 4, ambulance a denní stacionář)
- Rentgenologie (radiologické oddělení v pavilonu 6, detašované pracoviště na interně v pavilonu 22)
- Rehabilitace (psychosomatická rehabilitace a fyzioterapie, fyzioterapie v zadním traktu divadla, hipoterapie v areálu farmy, kinezioeterapie v prostorách tělocvičen i jinde)

## Kostel svatého Václava

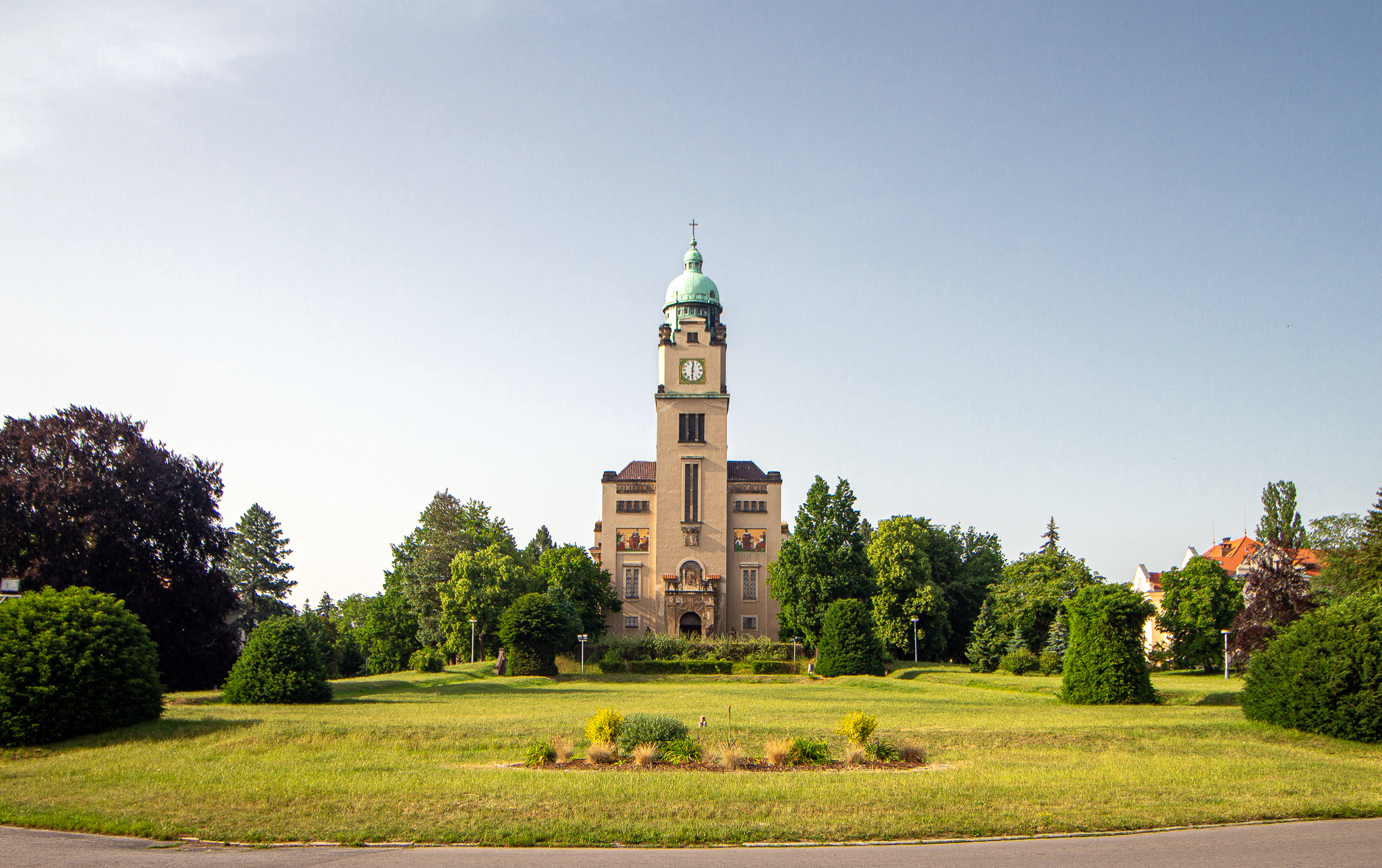
Kostel sv. Václava v areálu nemocnice

Kostel svatého Václava se nachází v samém středu nemocnice, stojí přímo proti budově jejího ředitelství a je obklopen stromy a léčebnými pavilony. Secesní stavba podle architektonického návrhu Václava Roštlapila byla dokončena 1.11.1919 a znovu vysvěcena 11. února 1993. Kostel slouží celoročně k liturgickým, kulturním a terapeutickým programům. 

## Vodárenská věž

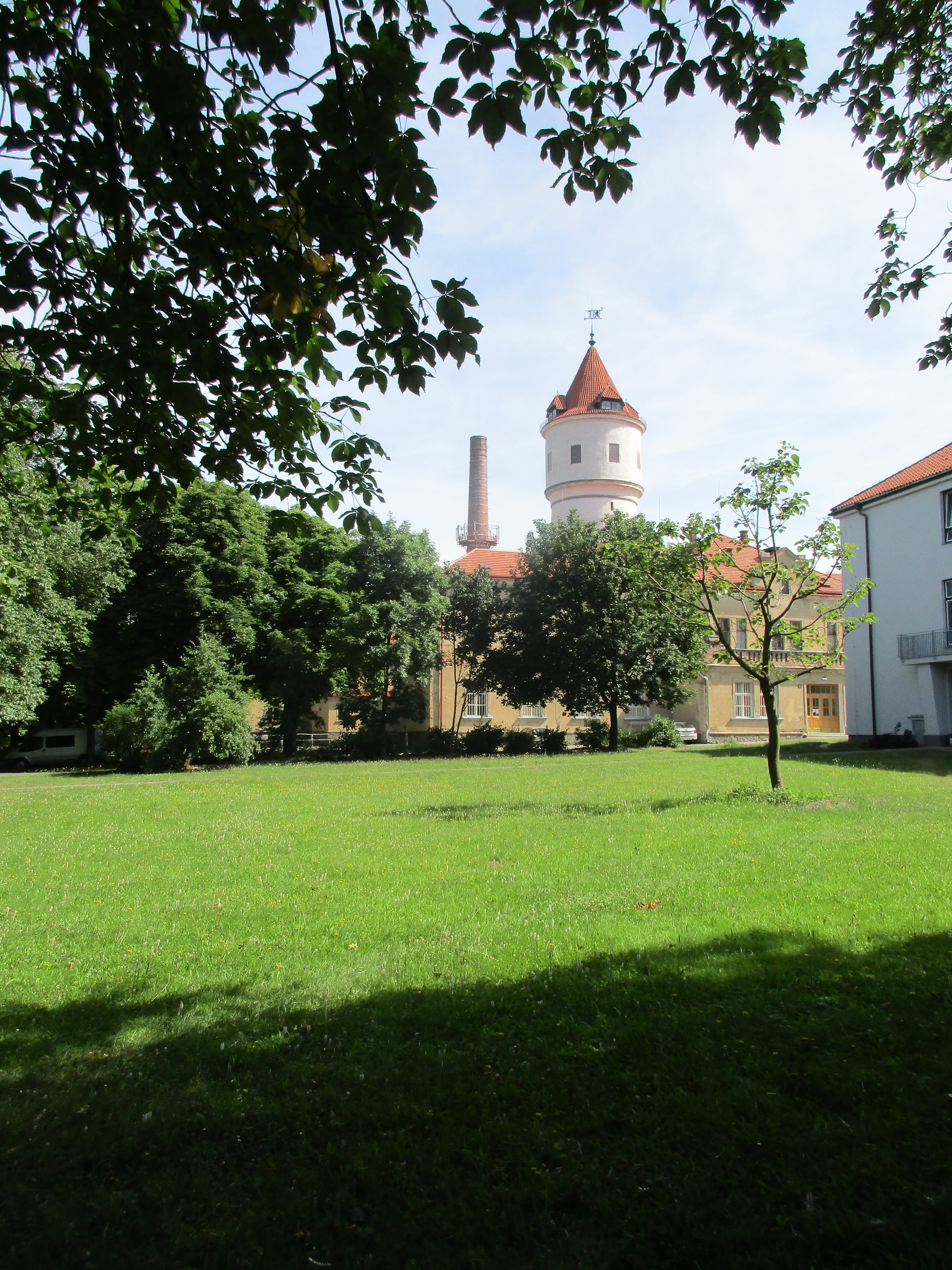
Vodárenská věž v areálu bohnické nemocnice

Součástí areálu je také secesní věžový vodojem, který se nalézá za kostelem sv. Václava. Jedná se o polyfunkční vodojem, vysoký cca 45 m. Jeho autorem je Václav Roštlapil. Vodojem má čtyři nádrže – nejvýše je nádrž o objemu 300 m3 na užitkovou vodu, čerpanou z artéských studní na Tříkrálce u Vltavy. Pod touto nádrží jsou dvě expanzní nádrže otopného systému o objemu 5 m3. Pod nimi je nádrž o objemu 70 m3 na teplou vodu a nejníže je nádrž o objemu 80 m3 pro potřeby ústředních lázní. Vodojem byl odstaven v roce 1972, kdy byla léčebna připojena na veřejný vodovod. V roce 1996 byla provedena oprava fasády vodojemu.

## Památková ochrana
Celý areál je chráněn jako kulturní památka. V roce 1964 byly jako památky zapsány kostel a zámeček, později byla ochrana rozšířena na celý areál nemocnice s výjimkou některých novějších staveb.
Chráněné budovy a parcely:
- domy při jihozápadním okraji areálu:
  - parc. 459 (Bohnická 12/57, hospoda Štrasburk, je samostatná památka[9]
  - Bohnická 253/59 (zámeček), parc. 458, 50°8′4,87″ s. š., 14°24′58,81″ v. d.
  - Bohnická 14/61 (zámeček s bránou), parc. 456, 50°8′3,92″ s. š., 14°25′0,01″ v. d.
  - parc. 457/1–7 (dvůr a zahrada zámečku a hospice Štrasburk, bez staveb garáží apod.)
  - Bohnická 137/63 (obytný dům), parc. 400, 50°8′2,76″ s. š., 14°24′59,76″ v. d.
  - Ústavní 138/1 (obytný dům), parc. 397, 50°8′1,8″ s. š., 14°24′59,37″ v. d.
  - Ústavní 139/3 (obytný dům), parc. 399, 50°8′2,07″ s. š., 14°25′2,06″ v. d.
  - Ústavní 206/5 (bohnická vrátnice s boční bránou), parc. 402, 50°8′1,18″ s. š., 14°25′3,05″ v. d.
- býv. sanatorium v západní části areálu:
  - Ústavní čp. 184 (pavilon 1), parc. 404, 50°8′2,33″ s. š., 14°25′5,73″ v. d.
  - Ústavní čp. 202 (pavilon 2), parc. 406, 50°8′1,89″ s. š., 14°25′10,17″ v. d.
  - vnitřní oplocení mezi domy čp. 182 a 202, parc. 405 (parcela kolem domů čp. 184 a 202)
  - Ústavní čp. 185 (pavilon 3), parc. 454, 50°8′4,43″ s. š., 14°25′6,16″ v. d.
  - Ústavní čp. 249 (divadlo), parc. 453, 50°8′4,43″ s. š., 14°25′8,5″ v. d.
  - Ústavní čp. 203 (pavilon 4), parc. 452, 50°8′3,97″ s. š., 14°25′10,78″ v. d.
  - Ústavní čp. 187 (pavilon 5), parc. 460, 50°8′6,17″ s. š., 14°25′5,12″ v. d.
  - Ústavní čp. 205 (pavilon 6), parc. 461, 50°8′7,13″ s. š., 14°25′9,19″ v. d.
  - Ústavní čp. 204 (pavilon 7), parc. 451, 50°8′5,59″ s. š., 14°25′12,43″ v. d.
  - Ústavní čp. 188 (pavilon 8), parc. 450, 50°8′3,87″ s. š., 14°25′14,63″ v. d.
  - park, parc. 455/1 (kolem pavilonů 3–8, včetně pozemků hřišť, bez staveb)
  - park, parc. 455/2 (pozemek pod stavbou bez čp., bez stavby; parc. 455/4 s další stavbou bez čp. není v MonumNetu uvedena)
  - park, parc. 455/3 (pozemek pod stavbou Ústavní čp. 832, bez stavby)
- objekty v západní části areálu:
  - budova zahradnictví, parc. 462/2, 50°8′10,98″ s. š., 14°25′0,64″ v. d.
  - skleníky, parc. 462/3, 50°8′10,5″ s. š., 14°25′0,67″ v. d.
  - parc. 463/1–2 (pozemky kolem čp. 77, 78, 79, 80, bez staveb – zahradnický areál)
  - Ústavní čp. 77 (obytný dům), parc. 464, 50°8′10,04″ s. š., 14°24′56,22″ v. d.
  - Ústavní čp. 78 (obytný dům), parc. 466, parc. 465 (jižně od čp. 78), parc. 467 (severně od čp. 78), 50°8′12,6″ s. š., 14°24′57,53″ v. d.
  - Ústavní čp. 135 (pavilon 9), parc. 448, 50°8′11,12″ s. š., 14°25′13,7″ v. d.
  - Ústavní čp. 101 (pavilon 10), parc. 449, 50°8′13,72″ s. š., 14°25′7,76″ v. d.
  - U Drahaně 166/4 (obytný dům), parc. 471, 50°8′15,98″ s. š., 14°24′50,85″ v. d.
  - U Drahaně 176/6 (obytný dům), parc. 470, 50°8′15,6″ s. š., 14°24′52,12″ v. d.
- socioterapeutická farma: 50°8′19,39″ s. š., 14°24′54,19″ v. d.
  - Ústavní čp. 141 (obytný dům v hospodářském areálu), parc. 474, 50°8′17,22″ s. š., 14°24′53,76″ v. d.
  - Ústavní čp. 140 (obytný dům s hospodářským dvorem), parc. 473, 50°8′17,32″ s. š., 14°24′55,21″ v. d.
  - brány mezi správními budovami, parc. 475/1
  - budova tzv. Švejcárny, parc. 475/1
  - budova stájí s rizalitem, parc. 475/1
  - tři hospodářské budovy po levé straně dvora, hospodářské budovy po pravé straně dvora, parc. 475/1
  - parc. 476 (výběh pro koně, bez staveb)
- bývalé koloniální oddělení
  - Ústavní čp. 79 (pavilon 11), parc. 469, 50°8′15,55″ s. š., 14°24′55,38″ v. d.
  - Ústavní čp. 80 (pavilon 12), parc. 468, 50°8′15,23″ s. š., 14°24′58,53″ v. d.
  - Ústavní čp. 81 (pavilon 13), parc. 479, 50°8′16,96″ s. š., 14°24′59,94″ v. d.
  - Ústavní čp. 82 (pavilon 14), parc. 480, 50°8′17,87″ s. š., 14°25′2,81″ v. d.
  - Ústavní čp. 83 (pavilon 15), parc. 478, 50°8′18,98″ s. š., 14°25′0,83″ v. d.
  - Ústavní čp. 84 (pavilon 16), parc. 481, 50°8′19,76″ s. š., 14°25′3,44″ v. d.
- Ústavní čp. 102 (PAO – patologie), parc. 483, 50°8′19,16″ s. š., 14°25′9,34″ v. d.
- býv. odd. mužů
  - Ústavní čp. 117 (pavilon 17), parc. 484, 50°8′16,63″ s. š., 14°25′19,14″ v. d.
  - Ústavní čp. 116 (pavilon 18), parc. 485, 50°8′15,68″ s. š., 14°25′22,47″ v. d.
  - Ústavní čp. 115 (pavilon 19, Psychiatrické centrum Praha), parc. 436, 50°8′12,93″ s. š., 14°25′23,71″ v. d.
  - Ústavní čp. 99 (pavilon 20), parc. 437, 50°8′13,25″ s. š., 14°25′20,12″ v. d.
  - Ústavní čp. 100 (pavilon 21), parc. 438, 50°8′13,56″ s. š., 14°25′16,49″ v. d.
  - Ústavní čp. 136 (pavilon 22), parc. 435, 50°8′9,85″ s. š., 14°25′21,3″ v. d.
  - Ústavní čp. 132 (pavilon 23, Psychiatrické centrum Praha), parc. 434, 50°8′6,56″ s. š., 14°25′23,76″ v. d.
  - Ústavní čp. 133 (pavilon 24), parc. 446, 50°8′5,1″ s. š., 14°25′19,53″ v. d.
  - Ústavní čp. 134 (pavilon 25), parc. 447, 50°8′7,97″ s. š., 14°25′17,38″ v. d.
- obytný a administrativní pás u hlavního vchodu:
  - Ústavní čp. 94 (obytný dům), parc. 442, 50°8′2,72″ s. š., 14°25′23,64″ v. d.
  - Ústavní čp. 131 (obytný dům), parc. 444, 50°8′2,62″ s. š., 14°25′19,89″ v. d.
  - Ústavní čp. 182 (zdravotní školka, centrum krizové intervence), parc. 407, 50°8′1,28″ s. š., 14°25′17,14″ v. d.
  - Ústavní čp. 90 (budova příjmu), parc. 409, 50°8′1,09″ s. š., 14°25′21,44″ v. d.
  - Ústavní 91/7 (hlavní budova), parc. 410, 50°8′0,7″ s. š., 14°25′26,46″ v. d.
  - Ústavní 92/9 (obytný dům), parc. 411, 50°8′0″ s. š., 14°25′31,39″ v. d.
  - Ústavní 93/11 (obytný dům), parc. 413, 50°7′59,72″ s. š., 14°25′34,47″ v. d.
  - Ústavní 130/13 (obytný dům), parc. 414, 50°7′59,46″ s. š., 14°25′37,64″ v. d.
  - Ústavní 199/15 (obytný dům), parc. 415, 50°7′59,2″ s. š., 14°25′40,94″ v. d.
  - Ústavní čp. 95 (objekt nadace Naše dítě), parc. 423, 50°8′2,05″ s. š., 14°25′30,07″ v. d.
- společné a servisní budovy v ose hlavní brány:
  - kostel svatého Václava, parc. 424, 50°8′6,49″ s. š., 14°25′27,83″ v. d.
  - Ústavní čp. 24 (kuchyně), parc. 433, 50°8′9,54″ s. š., 14°25′28,63″ v. d.
  - parc. 439/5 (pozemek pod přístavbou severně od kuchyně, bez stavby)
  - parc. 432 (pozemek se stavbou severozápadně od kuchyně, MonumNet budovu nezmiňuje ani nevylučuje)
  - Ústavní čp. 25 (prádelna – vodárenská věž v MonumNetu nezmíněna), parc. 431, 50°8′13,02″ s. š., 14°25′29,44″ v. d.
  - Ústavní čp. 118 (dílny a kotelna s komínem), parc. 490 (jen část budov), 50°8′16,45″ s. š., 14°25′30,23″ v. d.
  - Ústavní čp. 97 (obytný dům), parc. 487, 50°8′16,87″ s. š., 14°25′26,68″ v. d.
  - Ústavní čp. 197 (budova autoprovozu), parc. 494, 50°8′16,89″ s. š., 14°25′34,33″ v. d.
  - Ústavní čp. 198 (budova autoprovozu), parc. 493, 50°8′17″ s. š., 14°25′33,07″ v. d.
  - Ústavní čp. 207 (dílny a lakovna), parc. 488, 50°8′17,36″ s. š., 14°25′28,24″ v. d.
  - parc. 482/2–3, 482/5–6, 482/8, 482/11–49, 486, 491, 492 (park a přístavby v severní části areálu, bez staveb)
- býv. odd. žen:
  - Ústavní čp. 125 (pavilon 26), parc. 425, 50°8′5,73″ s. š., 14°25′31,85″ v. d.
  - Ústavní čp. 126 (pavilon 27), parc. 421, 50°8′3,54″ s. š., 14°25′35,2″ v. d.
  - Ústavní čp. 127 (pavilon 28), parc. 420, 50°8′5,84″ s. š., 14°25′38,64″ v. d.
  - parc. 417/5–7 (pozemek pod stavbou, hřiště a domek jižně od pavilonu č. 28, bez staveb)
  - Ústavní čp. 128 (pavilon 29), parc. 426, 50°8′8,45″ s. š., 14°25′35,81″ v. d.
  - Ústavní čp. 98 (obytný dům, EEG), parc. 430, 50°8′10,52″ s. š., 14°25′32,2″ v. d.
  - Ústavní čp. 119 (pavilon 30), parc. 429, 50°8′12,1″ s. š., 14°25′34,75″ v. d.
  - Ústavní čp. 120 (pavilon 31), parc. 428, 50°8′11,77″ s. š., 14°25′38,3″ v. d.
  - Ústavní čp. 121 (pavilon 32), parc. 427, 50°8′10,22″ s. š., 14°25′42,02″ v. d.
  - Ústavní čp. 122 (pavilon 33), parc. 495, 50°8′14,49″ s. š., 14°25′37,04″ v. d.
  - Ústavní čp. 123 (pavilon 35), parc. 496, 50°8′14,55″ s. š., 14°25′42,24″ v. d.
  - Čimická 96/111 (čimická vrátnice), parc. 497, 50°8′9,87″ s. š., 14°25′46,81″ v. d.
  - Ústavní čp. 124 (pavilon 34), parc. 419, 50°8′7,52″ s. š., 14°25′43,82″ v. d.
  - Ústavní čp. 129 (pavilon 36), parc. 418, 50°8′4,57″ s. š., 14°25′42,24″ v. d.
  - parc. 417/3–4 (pozemek pod stavbou u Čimické ulice proti ul. Na hranicích, bez stavby)
- parc. 475/2, 482/4, 482/7, 482/9, 482/10, 489
- park, parc. 398, 401, 408, 412, 416, 417/1, 417/2, 422, 439/1–4, 440, 441, 443, 445/1–2, 462/1, 472, 482/1, 498, 586/6 (část), 589/1–2, 590/18 (část), 863/1–2
- komunikace, parc. 403/1, 403/2, 403/3, 851/1 (část)
- brána, oplocení, parc. 403/2

## Osobnosti
- MUDr. Bohuslav Hellich – ředitel ústavu v letech 1913–1918
- MUDr. Cyril Höschl – český psychiatr, popularizátor vědy a vysokoškolský pedagog. Po roce 1989 byl prvním svobodně zvoleným děkanem 3. lékařské fakulty Univerzity Karlovy. V letech 1990–2021 ředitel Psychiatrického centra Praha, jehož základnou byly pavilony č. 19 a 23, a přednosta Psychiatrické kliniky 3. lékařské fakulty Univerzity Karlovy v Praze.
- MUDr. Karel Nešpor – primář oddělení následné péče a léčby závislostí, popularizátor psychiatrie.
- MUDr. Petr Rákos (1956–1994) – bývalý primář, spoluzakladatel a vedoucí lékař Centra krizové intervence (původně pavilon č. 3), autor knihy Korvína čili Kniha o havranech.[10] Z jeho iniciativy byl roku 1982 realizován divadelní projekt „Bohnická divadelní společnost“ na pomezí psychiatrie a divadla.
- MUDr. Jan Cimický – v letech 1981–1996 primář socioterapeutického a rehabilitačního oddělení – pavilon č. 4, popularizátor psychiatrie. (Z ústavu odvolán z kázeňských důvodů; v roce 2024 odsouzen za sexuální napadení.)